# Ziarul Zarva
Ziarul Zarva este un ziar regional din Muntenia din România. 